# Catherine Parr

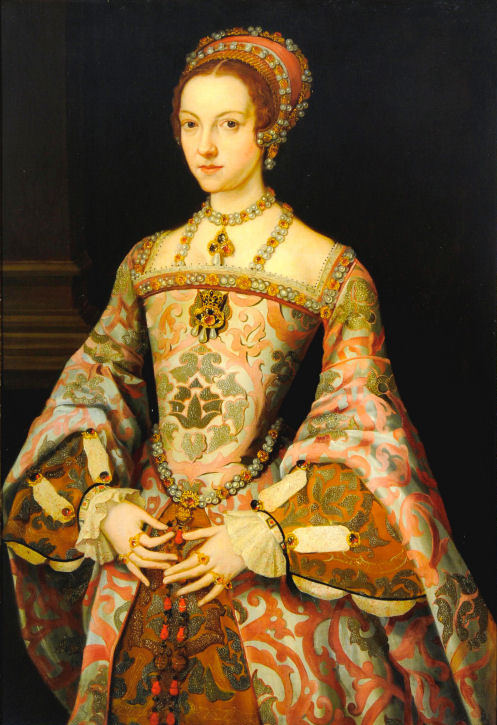
Königin Catherine Parr

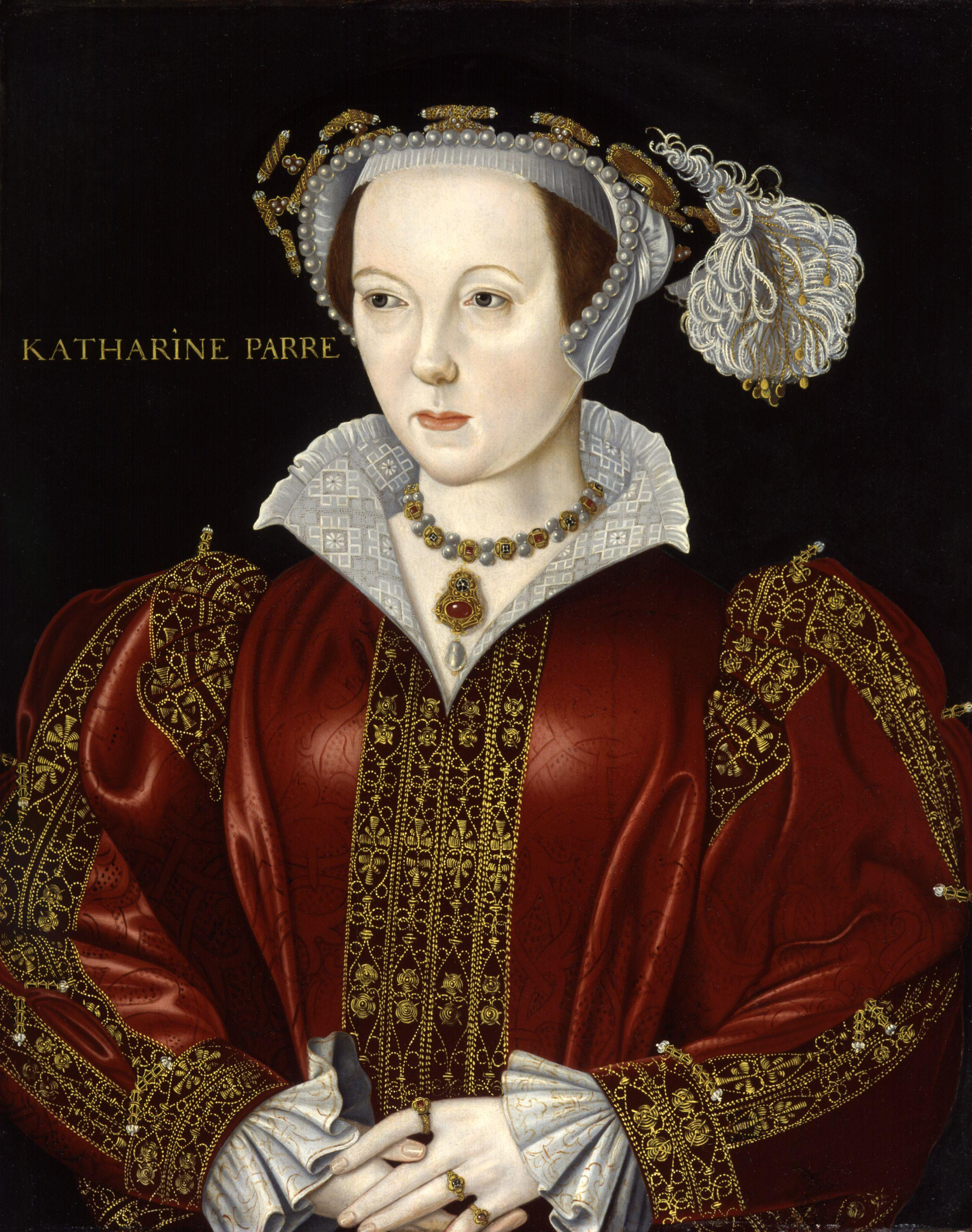
Catherine Parr

Catherine Parr, zeitgenössische Schreibweise Katherine Parr(e) (* 1512 entweder auf Kendal Castle, Westmorland oder in London; † 5. September 1548 auf Sudeley Castle bei Winchcombe, Gloucestershire) war die sechste und letzte Gattin von König Heinrich VIII. und für vier Jahre Königin von England und Irland. Sie wurde 1512 als erstes Kind von Sir Thomas Parr († 1517) aus Kendal und Maud Greene († 1529) geboren und hatte zwei Geschwister, William (1513–1571) und Anne (1515–1552). Catherine Parr heiratete Heinrich VIII. am 12. Juli 1543 als dritten von vier Ehegatten.
Catherine hatte eine enge Beziehung zu Heinrichs drei Kindern und sorgte persönlich für die Ausbildung von Edward und Elisabeth, die beide auf dem englischen Thron folgen sollten. Sie vollzog auch den Ausgleich Heinrichs mit seinen Töchtern und hatte Anteil an deren Wiedereinsetzung in die Thronfolge im Rahmen des 3. Thronfolgegesetzes von 1543.
Auf Heinrichs Befehl regierte Catherine während seiner Abwesenheit von Juli bis September 1544 und hätte im Fall seines Todes die Regentschaft bis zu Edwards Volljährigkeit beibehalten sollen. Sie war eine Vertreterin der protestantischen Fraktion des englischen Hofes und veröffentlichte das erste von einer englischen Königin geschriebene Buch Prayers or Meditations.

## Abstammung
Catherine Parrs Vorfahren waren über vielfältige Verbindungen mit dem englischen Adel und auch der königlichen Familie verbunden. Catherines Vater, Sir Thomas Parr, Gutsherr von Kendal in Westmorland (heute Cumbria), war ein Nachfahre von König Eduard III. Ihr Großvater William Parr konnte sich väterlicherseits mit König John, König Wilhelm „dem Löwen“ von Schottland und der Familie Bruce auf Vorfahren mit königlichem Geblüt berufen. Catherines Mutter und Thomas’ Frau, Maud Green, war Tochter und Erbin von Sir Thomas Green, dem Lord von Greens Norton in Northamptonshire.
Da Catherines Familie auch aus dem Hause Beaufort abstammte, war Catherine über Heinrichs Vater eine Cousine vierten Grades sowie über dessen Mutter eine Cousine zweiten Grades von Heinrich VIII. Über ihre Mutter war Catherine durch deren Vorfahrin Joan Wydville, die Schwester von Richard Woodville, mit dem Vater von Königin Elizabeth Woodville verwandt.

## Kindheit

Unterschrift von Catherine Parr als Königin

Catherine Parr wurde im Jahr 1512, wahrscheinlich im August, geboren, ihr genauer Geburtstag ist jedoch unbekannt. Sie war das älteste überlebende Kind der Parrs, die bereits zu dieser Zeit eine der wichtigsten Familien des nördlichen englischen Landadels waren und einen weitverzweigten Familienstamm besaßen. Zur Zeit von Catherines Geburt hatte ihr Vater Sir Thomas Parr, der Sheriff von Northamptonshire, das Amt des Buchprüfers am Hof von König Heinrich VIII. inne und war ein enger Freund Heinrichs. Catherines Mutter Maud Parr war eine häufige Begleiterin und enge Freundin von Königin Katharina von Aragon, und so wurde Catherine vermutlich nach Königin Katharina benannt, die auch als ihre Taufpatin fungierte. Catherine hatte einen jüngeren Bruder, William, den späteren Marquess of Northampton sowie eine Schwester, Anne, die spätere Countess of Pembroke.
Ebenso wie die Familien Seymour und Howard (zu der auch die Familie Boleyn gehörte) gelangten die Parrs durch königliche Gunst und erfolgreiche Heiratsstrategien, bspw. mit der Familie Ros (oder Roos), zu Ansehen und Wohlstand. Insgesamt waren die Parrs angesehener als bspw. der Familienzweig von Heinrichs zweiter Frau Anne Boleyn und am Hof auch erheblich besser etabliert und vernetzt. Obwohl die Parrs zur Zeit von Catherines Kindheit kein Teil der englischen Aristokratie waren, so standen sie doch seit langem im Dienst der königlichen Familien. Catherines Großvater William Parr als 1. Baron Parr von Kendal war Mitglied am Hof des Königs Eduard IV. und hatte von 1471 bis 1475 und dann wieder von 1481 bis zum Tod des Königs 1483 das Amt des Königlichen Buchprüfers inne. Sir William stand bei König Eduard IV. in hoher Gunst und war einer von lediglich zwei Höflingen, die zu dessen Herrschaftszeit in den Hosenbandorden aufgenommen wurden. Als 1483 Richard III. König wurde, wurden Sir Williams Frau Elizabeth sowie deren Mutter Alice zu Hofdamen von Alices Nichte, Königin Anne Neville. Die Berufung der jeweiligen weiblichen Mitglieder der Familie Parr zu Hofdamen sollte fünf Generationen überdauern, bis hin zu Catherines Schwester Anne, die ebenfalls mehreren Ehefrauen von Heinrich VIII. diente.
Ursprünglich war angenommen worden, dass Catherine Parr auf Kendal Castle geboren wurde. Jedoch war die Burg bereits zur Zeit ihrer Geburt in schlechtem Zustand und wurde spätestens 1572 aufgegeben. Auch weilte Maud Parr zur Zeit ihrer Schwangerschaft zu Besuch am Hof von Königin Katharina, und die Familie Parr lebte in ihrem Haus in Blackfriars in London. Historiker sehen es als unwahrscheinlich an, dass Thomas Parr seine schwangere Frau auf eine eher beschwerliche, zweiwöchige Reise in den englischen Norden und in eine verfallende Burg geschickt haben könnte, in der die Familie auch insgesamt kaum Zeit verbracht hatte. Daher wurde Catherine vermutlich in London geboren.
Catherines Vater starb 1517, als sie fünf Jahre alt war, und so wurde sie hauptsächlich von ihrer Mutter erzogen. “Her father died when she was young and she was close to her mother as she grew up.” Catherines Ausbildung und Erziehung waren dabei der anderer hochgeborener Frauen ihrer Zeit ähnlich, jedoch zeigte sich die junge Frau bspw. vom Nähen wenig begeistert und meinte oft ironisch zu ihrer Mutter, dass „meine Hände dazu bestimmt sind, Kronen und Zepter statt Spindeln und Nadeln zu berühren.“ Sie entwickelte schon früh ein Interesse an stetigem Lernen und sollte dies für ihr ganzes Leben beibehalten. Catherine sprach fließend Französisch, Lateinisch und Italienisch und begann nach ihrer Krönung damit, Spanisch zu lernen. Insgesamt war sie David Starkey zufolge besser ausgebildet als ihre wortgewandte Vorgängerin Anne Boleyn.

## Erste Heirat
Ursprünglich ging man davon aus, dass Catherine im Jahr 1529 im Alter von 17 Jahren Edward Burgh, den 2. Baron Burgh, heiratete. In den Büchern Die Frauen von Heinrich VIII. von Antonia Fraser (1994) sowie David Starkeys Buch über dasselbe Thema (2004) wurde Catherines erster Ehemann jedoch als der gleichnamige Enkel des genannten Edward Burgh identifiziert. Einige Historiker vermuten, dass dieser Fehler auf die Historikerin Agnes Strickland aus dem 19. Jahrhundert zurückgeht. Jüngere Untersuchungen durch Susan James und Linda Porter für deren Biographien über die Königin belegten dann auch, unter anderem durch Maud Parrs Testament, dass Catherine statt des greisen Baron Burgh dessen Enkel Edward Burgh heiratete. Edward war in seinen 20er Jahren und somit etwa in Catherines Alter, jedoch möglicherweise von nicht allzu guter Gesundheit. Er diente als Friedensrichter und sollte seinem Vater Sir Thomas Burgh als Verwalter der Gerichtsbarkeit von Kirton-in-Lindsey folgen. Die ersten Monate der Ehe scheinen nicht frei von Problemen gewesen zu sein, wobei Catherine insbesondere und nun ebenso wie zeit seines Lebens ihr Mann Edward unter dessen tyrannischem Vater Thomas litt. Dieser erwartete von allen Familienangehörigen strikten Gehorsam und von Catherine, rasch Kinder zu gebären und ansonsten eine fügsame Ehefrau zu sein. Im Oktober 1530 zog das Paar aus der direkten Reichweite des Vaters von Gainsborough Old Hall nach Kirton-in-Lindsey um. Catherine übernahm dort rasch die Haushaltsführung, und beide scheinen eine zufriedenstellende, wenngleich auch kinderlose Ehe geführt zu haben. Mit Edwards frühem Tod im Jahr 1533 war Catherine bereits im Alter von 21 verwitwet, und da keine tieferen Bindungen zur Familie ihres verstorbenen Mannes bestanden, verließ sie Kirton wieder und kehrte auch nicht nach Gainsborough zurück.

## Lady Latimer (Zweite Heirat)

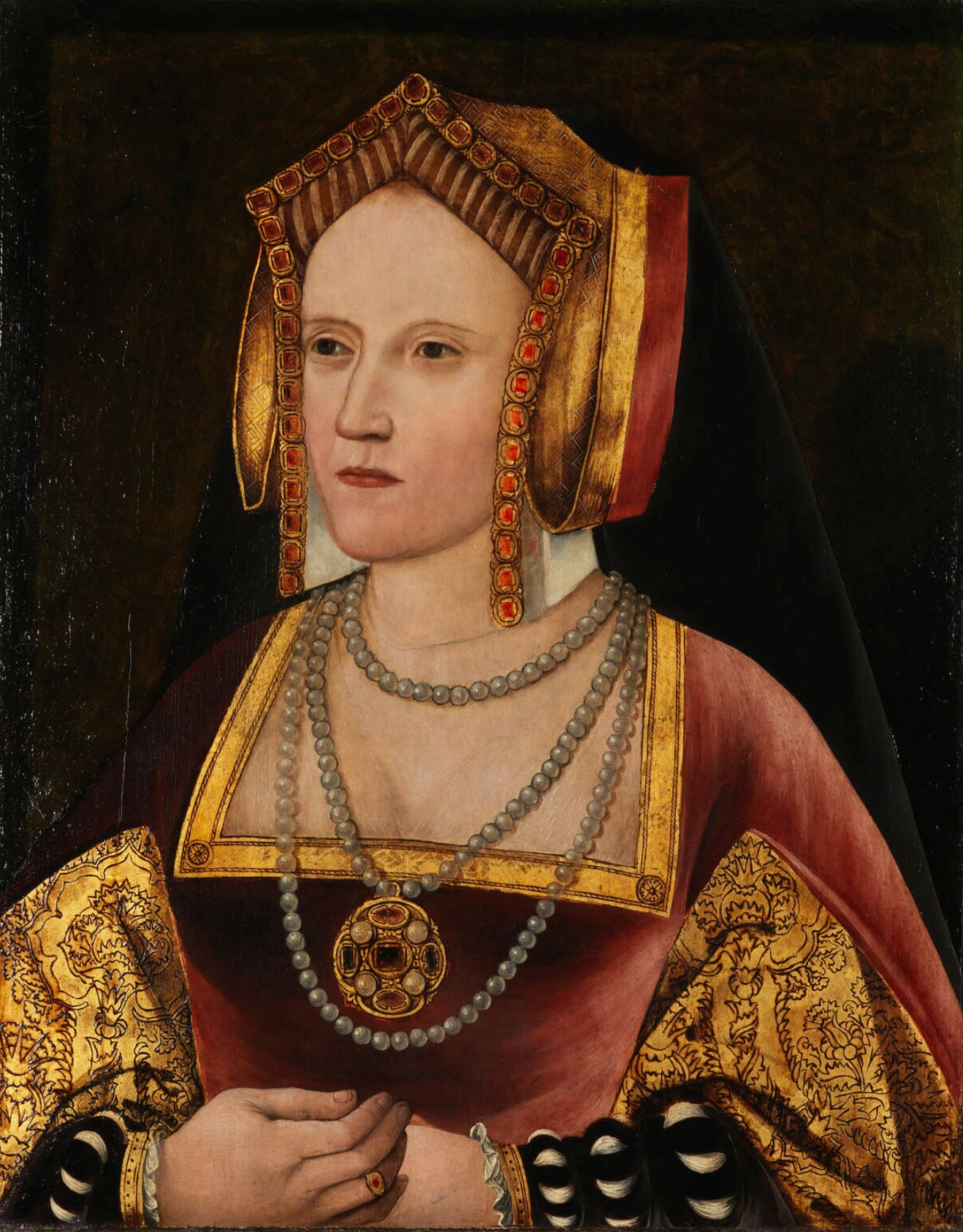
Laut Susan James und Linda Porter ist dieses Porträt das erste bekannte Bild von Catherine Parr und wurde vermutlich zur Zeit ihrer Heirat mit Lord Latimer gemalt. In jüngerer Zeit kam es zu einem Disput, ob es sich dabei nicht auch um ein Bild von Katharina von Aragon handeln könne.

Es wird angenommen, dass Catherine nach dem Tod ihres Ehemannes die folgende (Trauer-)Zeit bei der Witwe ihres Cousins Sir Walter Strickland, Catherine Neville, auf deren Residenz Sizergh Castle in Westmorland und somit in unmittelbarer Nähe zu Kendal Castle verbrachte. Catherines Verwandtschaft mit Lady Neville beruhte auf mehreren Wegen: Zum einen war Catherines Großtante Agnes Parr mit Sir Thomas Strickland, dem Sohn von Walter Strickland und Douce Crofte, verheiratet. Zum anderen war ihr Großvater väterlicherseits, Sir William Parr, mit Elizabeth Ros, der Tochter von Sir John Ros von Kendal und eben Catherine Strickland, verheiratet gewesen. Und schließlich war Lady Strickland auch mit Parrs nächstem Ehemann verwandt, dem 3. Baron Latimer, John Neville, welchen Catherine im Sommer 1534 heiratete. Im Alter von 40 Jahren war der bereits zweimal geschiedene Neville knapp doppelt so alt wie die 22-jährige Catherine und hatte aus seiner ersten Ehe mit Dorothy de Vere zwei Kinder mitgebracht, John und Margaret. Ihr neuer Ehemann John war seinerseits eines von 15 Kindern von Richard Neville, dem 2. Baron Latimer, und er hatte aufgrund der großen Geschwisterschar mit einigen familiären Rivalitäten und auch finanziellen Schwierigkeiten zu kämpfen. Als Lady Latimer verfügte Catherine dennoch nun über ein eigenes Haus und hatte einen Gatten mit gewissem Einfluss und einem Adelstitel. Außer ihrer Großtante Mabel blieb sie damit die einzige Frau der Parr-Familie, die in die Peerage einheiratete.
Vom Beginn der Ehe an versuchte Catherine eine vorbildliche Ehefrau zu sein. Ihre Zuneigung zu ihrem Mann war zumindest so groß, dass sie als Gedenken an ihn sein Neues Testament mit seinem Namen darin bis zu ihrem Tod aufbewahrte. Sie erwies sich auch als gute Stiefmutter für ihre beiden Stiefkinder, ein Verhalten, das sie auch nach der Hochzeit mit König Heinrich VIII. dessen Kindern gegenüber an den Tag legen sollte. Dabei war das Verhältnis zu ihrem Stiefsohn John vermutlich schwieriger als das zu Margaret, auch weil es Anzeichen gibt, dass das Mädchen von seinem Vater als bevorzugtes Kind behandelt wurde. Nichtsdestotrotz pflegte Catherine die Beziehung zu ihren beiden Stiefkindern auch nach ihrer Heirat mit König Heinrich. So rief sie Margaret als Hofdame zu sich an den Hof und verschaffte Johns Frau eine Position in ihrem Haushalt.
Catherines Ehemann John Latimer war ein Anhänger des alten katholischen Glaubens und hatte sowohl des Königs Scheidung von Katharina von Aragon, die Heirat mit Anne Boleyn wie auch die allgemeinen religiösen Umstürze des Königs, die dieser seit mehreren Jahren betrieb, bitterlich bekämpft. Während eines zunächst lokalen Aufstandes Anfang Oktober 1536 in Louth wurde das Heim der Latimers von einem wütenden Mob bedroht, und John Latimer wurde gezwungen, sich der Sache der Aufständischen anzuschließen. Catherine musste dabei mitansehen, wie ihr Ehemann von den Rebellen verschleppt wurde. Als der Louther Aufstand nach nur wenigen Tagen zusammenbrach, erhob sich jedoch gleichzeitig die ungleich heftigere und gefährlichere Rebellion der Pilgerreise der Gnade um deren Anführer Robert Aske. Noch während Latimer Gefangener der Louther Aufrührer war, begannen unterschiedliche Versionen über seine Loyalität in dieser Sache den Lordsiegelbewahrer Thomas Cromwell und den König in London zu erreichen. Latimer befand sich nun in einem furchtbaren Dilemma: die Rebellen hielten ihn als Geisel und zwangen ihn zur Unterstützung ihrer Sache. Sollte er jedoch vom König des Verrats für schuldig befunden werden, so würden seine Ländereien eingezogen und seine Familie mittellos zurückgelassen werden. Heinrich selbst schrieb an den Herzog von Norfolk, dass dieser Latimer dazu zwingen solle, „den Verräter Aske zu verdammen und sich meiner Gnade zu unterwerfen“. Sowohl Catherines Bruder William Parr wie auch ihr Onkel William Parr, 1. Baron Parr von Horton, kämpften an der Seite des Herzogs von Norfolk sowie des Herzogs von Suffolk gegen die Rebellion. Nach seiner Freilassung durch die Aufständischen unterschrieb Latimer umgehend die geforderte Erklärung und wurde vom König verschont, und so ist es wahrscheinlich, dass sich auch Catherines Verwandten für sein Leben eingesetzt haben.

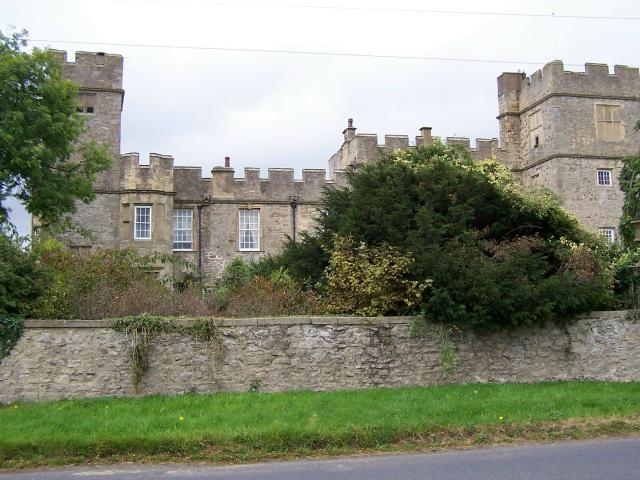
Snape Castle

Zwischen Oktober 1536 und April 1537 lebte Catherine allein und in Angst mit ihren beiden Stiefkindern in Snape Castle und kämpfte dabei um ihrer aller Überleben. Es ist denkbar, dass diese schwere Zeit, verursacht durch den Aufstand und die ständige Bedrohung, ihre eigene Befürwortung der Reformation der englischen Kirche verstärkte. Im Januar 1537 wurden Catherine und die Kinder von den Rebellen in ihrem Schloss als Geiseln gehalten. Die Aufständischen plünderten das Haus und sandten dem nach London reisenden Lord Latimer eine Nachricht, dass er sofort zurückzukehren habe, anderenfalls würden sie seine Familie töten. Als Latimer zurückkehrte, konnte er die Rebellen zwar überreden, seine Familie freizulassen, und sie flohen gemeinsam in den Süden, jedoch sollten die Folgen dennoch die gesamte Familie treffen.
Denn nach dem Zusammenbruch der Revolte und der Exekution vieler Tausender Aufständischer waren Heinrich und Cromwell zwar grundsätzlich besänftigt, jedoch war Latimers Reputation und somit auch der Ruf seiner Familie dauerhaft beschädigt. So fand er sich die letzten sieben Jahre seines Lebens erpresst von Cromwell und musste oft nach London reisen, um im Parlament anwesend zu sein und für Cromwell zu stimmen. Erst nach Cromwells Hinrichtung im Jahr 1540 konnte die Familie Latimer ihren Ruf zum Teil wiederherstellen. Den Winter 1542 verbrachte das Paar in London, wo auch Catherines Bruder William und ihre Schwester Anne am königlichen Hof weilten. Anne stand bereits seit 1531 als Hofdame in den Diensten von Heinrichs Königinnen, und hier machte Catherine Bekanntschaft mit ihrem späteren vierten Ehemann, Sir Thomas Seymour, dem Bruder der verstorbenen Königin Jane Seymour. Das Leben am Hof war deutlich anders als die ländliche und provinzielle Umgebung, in der Catherine die letzten Jahre verbracht hatte, und es ist anzunehmen, dass sich Catherine hier nicht nur mit Neuerungen in weltlichen Dingen wie Mode und Schmuck befassen konnte, sondern auch in regen Kontakt mit den aufkeimenden reformatorischen Kreisen der Hauptstadt kam.
Im Winter 1542/1543 verschlechterte sich Lord Latimers Gesundheit zunehmend, und Catherine verbrachte ihre Zeit damit, ihn zu pflegen. Er starb am 2. März 1543 und bestimmte durch sein Testament Catherine als Vormund für seine Tochter Margaret bis zu deren Volljährigkeit. Er überließ ihr Stowe Manor und andere Besitztümer sowie Geld für die Versorgung seiner Tochter. Somit war Catherine im Alter von 31 Jahren eine vermögende Witwe mit der Möglichkeit, zurück zu ihrer Familie in den Norden zu gehen.
Sie nutzte stattdessen die Verbindung ihrer verstorbenen Mutter mit der früheren Königin Katharina von Aragon und erneuerte ihre Freundschaft mit Mary Tudor. Am 16. Februar 1543 wurde Catherine in Marys Haushalt und somit in die unmittelbare Nähe von König Heinrich aufgenommen. Catherine pflegte dabei zunächst die bereits begonnene Beziehung mit Sir Thomas Seymour weiter. Als sich jedoch des Königs Aufmerksamkeit auf sie richtete und er Gefallen an ihr fand, betrachtete sie es als ihre Pflicht, Heinrichs Antrag zu akzeptieren und schrieb an Thomas Seymour, dass ihr eigener Wille von einer „höheren Macht“ besiegt worden sei. Thomas Seymour wurde zur selben Zeit vom König mit einer Position in Brüssel beauftragt und dadurch langfristig vom Hof entfernt.

## Königin von England und Irland (Dritte Heirat)

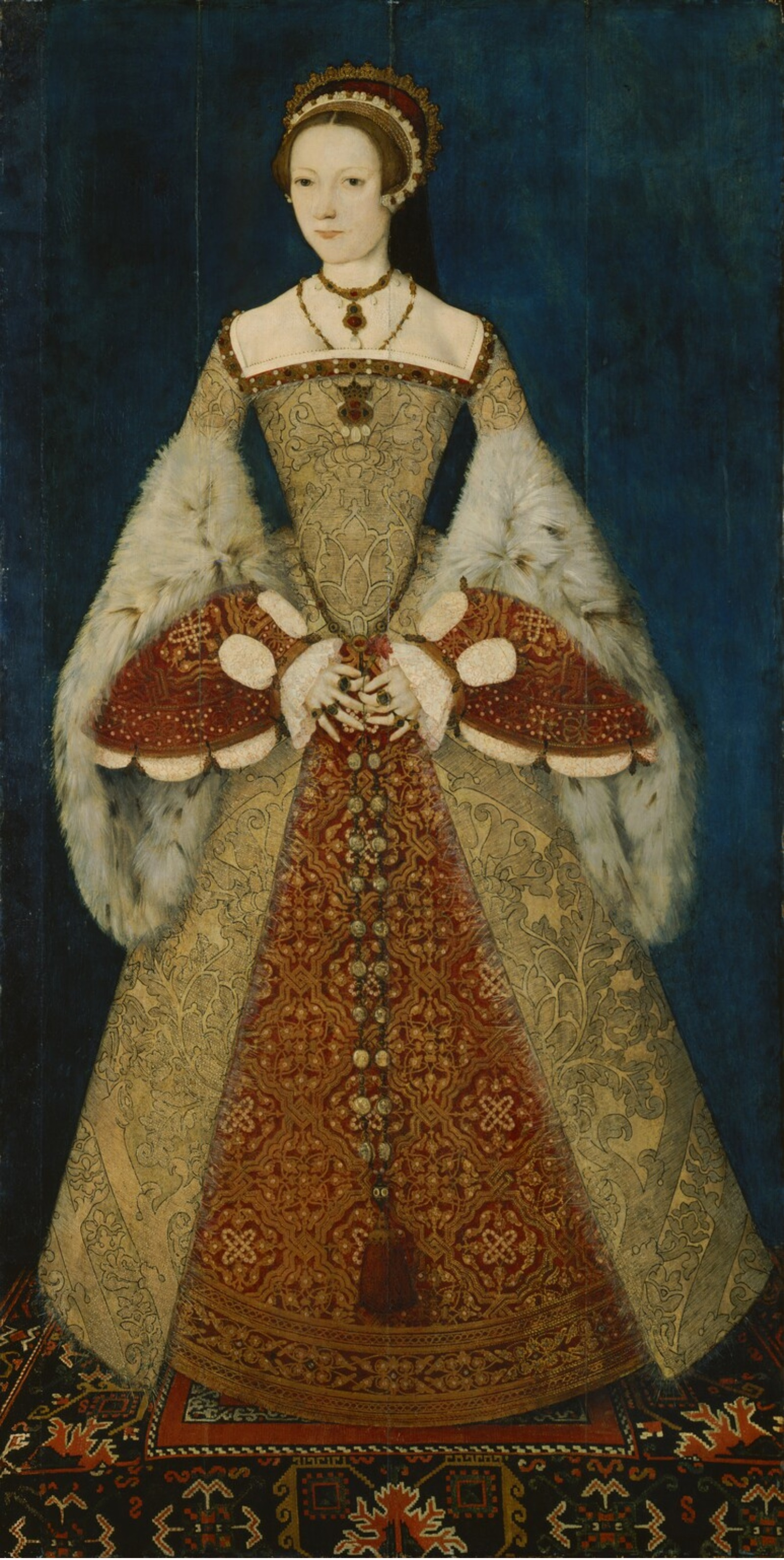
Bei diesem körpergroßen Gemälde in der National Portrait Gallery wurde für lange Zeit angenommen, dass es Jane Grey darstellen würde. In jüngerer Zeit konnte die Frau jedoch erneut als Catherine Parr identifiziert werden, was auch durch die dargestellten Juwelen gelang. Ein Porträt in dieser Größe wurde nur für besonders wichtige Personen angefertigt.

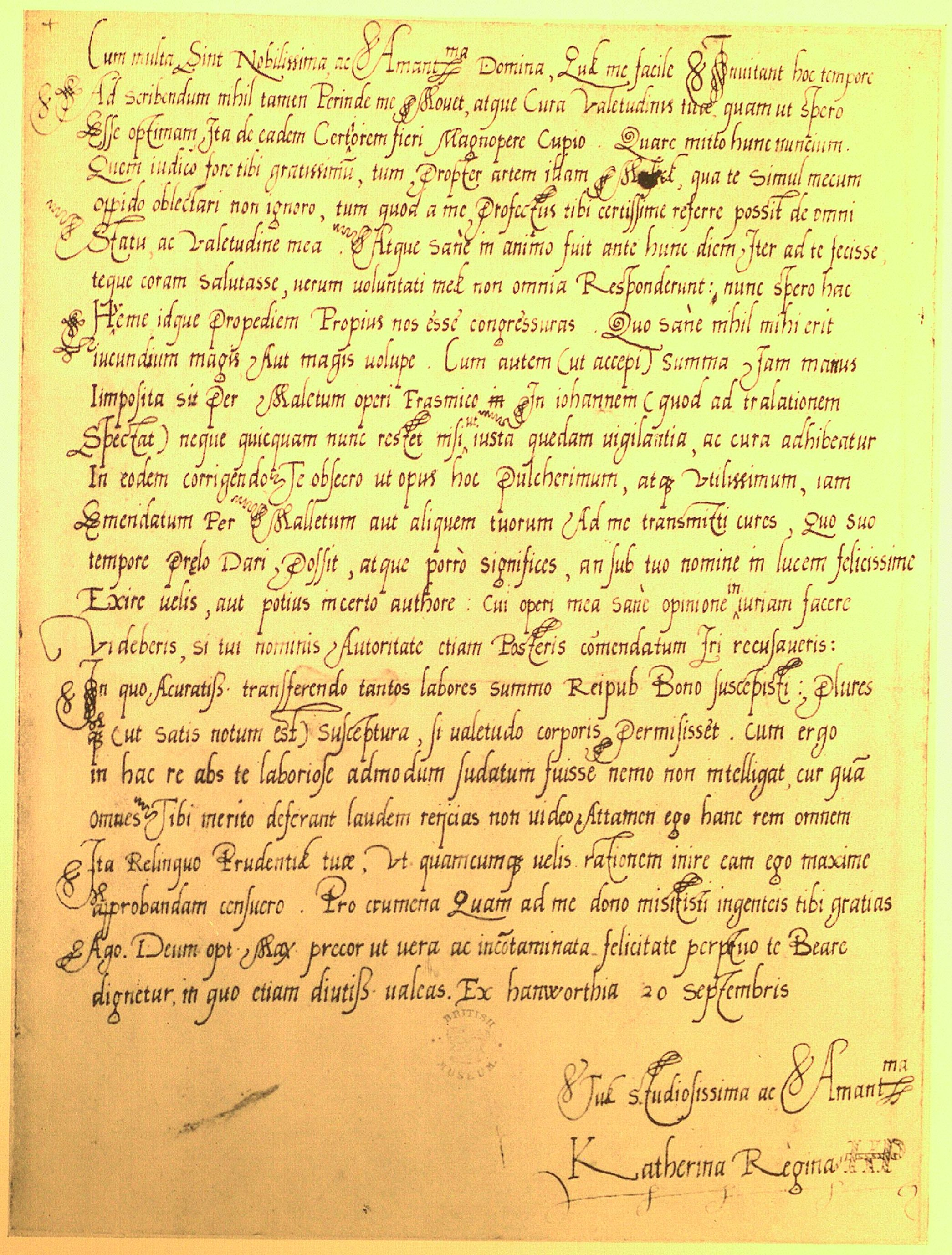
Ein eigenhändiger Brief Catherine Parrs von 1544. London, British Library, Cotton Vespasian F III, fol. 37r

Catherine heiratete König Heinrich VIII. am 12. Juli 1543 in Hampton Court Palace. Sie war die erste Königin von England, die auch den Titel der Königin von Irland verliehen bekam, nachdem Heinrich den Titel des Königs von Irland selbst erst 1542 angenommen hatte. Sie ernannte ihren Onkel William Parr zu ihrem Hofmarschall und entwickelte ein gutes Verhältnis mit Heinrichs Kindern, vor allem mit Elisabeth und Eduard. Sie beeinflusste den König auch dahingehend, seine Töchter mit dem Thronfolgegesetz von 1543 wieder zu potentiellen Thronfolgerinnen zu machen. Zu dieser Zeit pries Thomas Wriothesley, der Lordkanzler König Heinrichs, Catherine Parr als „Frau, die meinem Urteil zufolge wegen ihrer Tugend, Weisheit und Sanftmut für Seine Hoheit am besten geeignet ist, und ich bin sicher, dass Seine Majestät nie eine Gemahlin hatte, die Seinem Herzen angenehmer ist als sie.“
Als sich Heinrich von Juli bis September 1544 während eines Feldzuges in Frankreich aufhielt, ernannte er Catherine zur Regentin und zum Vormund seiner Kinder. Die Königin konnte sich während dieser Zeit auf ihr zugetane Berater stützen, vor allem ihren Onkel Lord Parr sowie den Erzbischof von Canterbury Thomas Cranmer und den 1. Herzog von Somerset, Edward Seymour, den Bruder des verbannten Thomas Seymour und mächtigsten Mann des Kronrates. Dadurch war sie in der Lage, effektiv Herrschaft auszuüben. So organisierte sie die Versorgung und die Finanzen für Heinrichs Feldzug in Frankreich, unterzeichnete fünf königliche Proklamationen und hielt stetigen Kontakt mit ihrem Vertreter in den nördlichen Marken, Lord Shrewsbury, um die schwierige und instabile Situation in Schottland im Blick zu behalten. Es wird allgemein angenommen, dass die spätere Königin Elisabeth von der Tätigkeit ihrer Stiefmutter als Regentin stark beeinflusst wurde und sie sich an der charakterlichen Stärke, dem würdevollen Auftreten und auch den religiösen Überzeugungen ihrer Stiefmutter ein Beispiel nahm.
Zunehmend und endgültig im Jahr 1545 geriet Catherine bei der einflussreichen Fraktion des englischen Hofes, die die katholische bzw. die nun im Entstehen begriffene anglikanische Staatskirche unterstützte, unter den Verdacht, eine Protestantin zu sein. Sie sympathisierte offenbar bereits früh mit der Reformation und dem neuen Glauben. Während der Zeit ihrer Regentschaft begann sie, Gebete auf Englisch abzufassen, was man als Zeichen für ihre religiösen Anschauungen werten kann, da Gebete bis dahin üblicherweise auf Lateinisch geschrieben worden waren. Ihre Neigung wurde noch deutlicher, als sie 1545 ihr erstes Buch (dt. Gebete und Meditationen) veröffentlichte. Das Buch wurde ein großer Erfolg, und Catherine war damit die erste englische Königin und eine von nur acht Frauen, die während der Regierungszeit von Heinrich VII. und Heinrich VIII. überhaupt Drucksachen veröffentlicht hatten. Catherine begann nun, an ihrem zweiten Buch Lamentations of a Sinner (dt. Die Klage eines Sünders) zu arbeiten, worin sie die protestantische Idee des Sola fide unterstützte. Das jedoch wurde von der katholischen Kirche als Häresie verdammt. Heinrich wiederum, der zwar die anglikanische Kirche begründet hatte, sah sich selber weiterhin als Katholik, und Catherine versuchte nun, den alten König in Gesprächen und teils auch öffentlichen Disputen zum Konvertieren zu bewegen.
Stephen Gardiner, der Bischof von Winchester, und Lordkanzler Wriothesley sahen hierdurch sowie auch wegen Catherines Sympathie für Anne Askew, eine protestantische Märtyrerin, und wegen ihrer Freundschaften mit mehr oder minder bekennenden Protestanten am Hof ihr Misstrauen bestätigt. Gardiner und Wriothesley gelang es schließlich, des Königs Zustimmung zu einer Untersuchung gegen Catherine zu erhalten, an deren Ende Gardiner im Sommer 1546 einen Haftbefehl gegen die Königin erließ. Zur gleichen Zeit gingen an den europäischen Höfen Gerüchte um, dass der König von Catherines enger Freundin, der 1545 verwitweten Herzogin von Suffolk angetan war. Catherine erfuhr durch ihr zugetane Vertraute von dem Haftbefehl und dessen bald vorgesehener Vollstreckung und konnte den König im letzten Moment beschwichtigen. Sie unterwarf sich ihm mit der Aussage, dass „ihre Worte nur der Unterhaltung dienten und sie als Frau nur von ihm lernen, ihn aber niemals unterweisen könne“ und dass ihre Streitgespräche über Religion weiterhin nur die Absicht gehabt haben, den König von seinen Schmerzen abzulenken, die er durch die Wunde an seinem Bein schon seit Jahren hatte. Heinrich akzeptierte diese Erklärung und änderte seine Meinung. Als er am nächsten Tag mit Catherine im Schlosspark spazieren ging und eine Wache (bzw. vermutlich der Lordkanzler selbst) in Unkenntnis der Versöhnung den Haftbefehl gegen die Königin vollstrecken wollte, wies der König das Vorhaben brüsk und wütend ab. Catherine hatte durch ihre Unterwerfung unter Heinrichs Willen ihr Leben oder zumindest ihre Stellung gerettet, Stephen Gardiner fiel jedoch in Ungnade und wurde durch den König seiner Ämter enthoben. Als Heinrich vor Weihnachten 1546 seinen Tod nahen spürte, sandte er Catherine und seine Töchter vom Hof. Er gewährte Catherine eine Rente von 7.000 Pfund jährlich, erlaubte ihr eine erneute Heirat und ordnete an, dass sie auch nach seinem Ableben den Respekt einer Königin von England erfahren solle.

## Königinwitwe, vierte Heirat und Tod
Heinrich starb am 28. Januar 1547. Nach der Krönung König Edwards zog sich Catherine am 31. Januar 1547 vom königlichen Hof in ihr Haus Chelsea Manor in Chelsea zurück. Bereits im Jahr vor Heinrichs Tod war auch Thomas Seymour nach England zurückgekehrt und als dieser bald um die Hand einer der reichsten und angesehensten Frauen Englands anhielt, akzeptierte Catherine seinen Antrag bereits im Frühjahr 1547. Beiden war jedoch bewusst, dass der Kronrat einer erneuten Heirat der Königinwitwe so kurz nach dem Tod Heinrichs keine Genehmigung erteilen würde. Seymour holte diese Erlaubnis im Nachhinein direkt bei seinem Neffen König Edward ein, der sie nur wenig wohlwollend und im Stillen gab. Der beiden heimliche Heirat im Mai 1547 verursachte daher einen kleinen Skandal am Hof, als das Ereignis im Sommer publik wurde. Insbesondere Mary Tudor war sehr verärgert und untersagte ihrer Halbschwester Elisabeth den weiteren Kontakt mit Catherine.
Während dieser Zeit, als Catherine und Thomas am Königlichen Hof in Ungnade gefallen waren, geriet sie auch mit ihrem früheren Vertrauten und Bruder ihres Mannes, dem jetzigen Lord Protector und somit De-facto-Regenten Englands, Edward Seymour, und dessen Frau, ihrer früheren Hofdame Anne Seymour, in Streit über den Verbleib bestimmter königlicher Juwelen. Diesen verlor Catherine letztlich, und sowohl die Freundschaft der beiden Frauen als auch die Beziehung der beiden Seymour-Brüder sollte sich von diesem Zwist nicht wieder erholen.
Im November 1547 veröffentlichte Catherine ihr zweites Buch, das bereits genannte Lamentations of a Sinner, welches große öffentliche Zustimmung erhielt. Im Frühjahr 1548 lud sie ihre Stieftochter Elisabeth und ihre Cousine Jane Grey in ihren Haushalt nach Sudeley ein. Die Königinwitwe wollte ihr Versprechen einlösen, für die Ausbildung der beiden zu sorgen, und im Folgenden wurde ihr Haus zu einem bekannten Ausbildungsort junger Damen.
Als Catherine schließlich im März 1548 im Alter von 35 Jahren zum ersten Mal schwanger wurde, war dies nicht zuletzt deswegen eine Überraschung, weil sie in ihren vorherigen drei Ehen keine Kinder geboren hatte. Während Catherines Schwangerschaft begann ihr Mann sein von machtpolitischen Erwägungen getriebenes Interesse an der zu diesem Zeitpunkt 15-jährigen Elisabeth wieder aufzufrischen. Angeblich hatte er bereits vor seiner Heirat mit Catherine Pläne verfolgt, Elisabeth zu ehelichen, um hierdurch den Zugriff auf die potentielle Thronerbin zu erlangen und seine Position zu stärken. Vermutlich um die für sie unkomfortable Situation nicht völlig ihrer Kontrolle entgleiten zu lassen, scheint Catherine ihren Mann zunächst mehr oder weniger stillschweigend darin unterstützt zu haben, Elisabeth in diverse sexuell aufgeladene Situationen zu verwickeln. Womöglich um den Ruf Elisabeths zu schützen, wurde sie schließlich von Catherine im Mai 1548 in den Haushalt von Sir Anthony Denny nach Cheshunt gesandt. Sie sollte Catherine nie wieder sehen, wenngleich die beiden Frauen fortfuhren, einander zu schreiben.
Catherine gebar am 30. August 1548 auf Sudeley Castle ihr einziges Kind, Mary Seymour, und starb sechs Tage später am Kindbettfieber. Aufgrund damaligen Unwissens über die Notwendigkeit strikter hygienischer Maßnahmen bei einer Geburt war diese Todesursache nicht selten und ist daher als Erklärung ihres Todes plausibel, jedoch gibt es auch Theorien, dass Catherine von ihrem Mann vergiftet worden sein könnte, damit dieser seine ehrgeizigen Pläne zur Heirat von Elisabeth weiterverfolgen konnte.

## Nachruf
Catherine Parr war dreieinhalb Jahre Königsgemahlin. Sie galt als vorbildliche Gattin für Heinrich VIII., die nicht nur ergeben den kranken und gefährlich launischen König pflegte, sondern sich auch um seine Kinder kümmerte. Catherine förderte Gelehrte und Geistliche. Sie spielte keine unwichtige Rolle bei der Durchsetzung der protestantischen Partei am Hofe. Catherine lebte und wirkte gemäß ihrem Motto: „Nützlich sein in allem, was ich tue“ (engl.: To be useful in all that I do).
In ihrem Testament vermachte sie ihren Besitz Thomas Seymour. Er sollte seine Frau jedoch nicht lange überleben, da er am 20. März 1549 wegen Verrats enthauptet wurde. Die Tochter der beiden, Mary, wurde in die Obhut von Catherines Freundin, der 12. Baroness Willoughby de Eresby, Katherine Willoughby nach Grimsthorpe Castle gegeben. Catherines Juwelen wurden wie auch ihre Manuskripte und Kleider zur Verwahrung in den Tower von London gesandt. Im März 1550 erließ das Parlament einen Beschluss, dass Mary das Erbe ihrer Eltern antreten dürfe, vermutlich auch, um damit Lady Willoughby zu unterstützen. Die letzte Erwähnung Marys findet sich zu ihrem zweiten Geburtstag. Obwohl es Gerüchte über ihr späteres Leben gibt, so wird doch allgemein angenommen, dass sie noch als Kind auf Grimsthorpe Castle starb.
Die sterblichen Überreste Catherines wurden in der Schlosskapelle St. Mary von Schloss Sudeley (St. Mary’s Sudeley) beigesetzt. Ihr Grab geriet bald in Vergessenheit. Erst 1782 wurde ihr Sarg von einem Mann namens John Locust in der verfallenen Schlosskapelle entdeckt. Er öffnete den Sarg und fand eine nach 234 Jahren noch sehr gut erhaltene Leiche. Nach der Entnahme einer Haarlocke wurde der Sarg wieder ins Grab verbracht. Während der nächsten Jahrzehnte folgten einige weitere, unsachgemäße und teils rohe Öffnungen. Erst 1817 wurde der Sarg wieder offiziell geöffnet, wobei man aber nur noch ein Skelett vorfand. Zunächst wurden die sterblichen Überreste in die Gruft des damaligen Schlossherrn überführt. Später wurde das Grabmal auf Anweisung von Anne Greville, der Tochter des 3. Herzogs von Chandos, restauriert. Schließlich wurde die Kapelle von Sir George Gilbert Scott wieder aufgebaut und eine würdige Grabstätte angelegt. Sudeley Castle ist somit das einzige englische Schloss in Privatbesitz, auf dessen Gelände eine englische Königin begraben liegt.

## Wappen

Badge von Catherine Parr
Königliches Wappen von Catherine Parr
Unterschrift von Catherine Parr als Königin

## Moderne Rezeption

### Romanliteratur
Catherine Parrs Leben ist Inhalt der Romane:
- Suzannah Dunn: The Sixth Wife. HarperCollins, London 2007, ISBN 978-0-00-722972-7.
- Elisabeth Fremantle: Spiel der Königin. C. Bertelsmann Verlag, München 2014, ISBN 978-3-570-10177-3.
- Charlotte Lyne: Die zwölfte Nacht. Blanvalet, München 2008, ISBN 978-3-442-36717-7.
- Christopher J. Sansom: Das Buch des Teufels. Fischer Taschenbuchverlag, Frankfurt am Main 2010, ISBN 978-3-596-18671-6.
- Christopher J. Sansom: Pfeil der Rache. Fischer Taschenbuchverlag, Frankfurt am Main 2011, ISBN 978-3-596-19105-5.
- Christopher J. Sansom: Die Schrift des Todes. Fischer Taschenbuchverlag, Frankfurt am Main 2015, ISBN 978-3-596-03337-9.

### Musik
Catherine Parr ist eine der Hauptfiguren des Musical Six, in dem die sechs Ehefrauen von Heinrich VIII. in einem Ausscheidungssingen für eine Girlgroup gegeneinander antreteten.